# Lochaber
Lochaber (en gaélico escocés: Loch Abar «apertura del lago») es una de las 16 áreas de gestión bajo la tutela del Consejo de Highland en Escocia y uno de los ocho antiguos distritos de la región de las Tierras Altas occidentales.
Lochaber alguna vez se extendió desde la costa norte de loch Leven, un distrito llamado Nether Lochaber, hasta más allá de Drochaid Aonachain y Drochaid Ruaidh, área conocida como Brae Lochaber o Braigh Loch Abar. Para fines del gobierno local, el nombre se utilizó para uno de los distritos de tierra de Inverness-shire desde 1930 hasta 1975, y luego para uno de los distritos del concejo de Highland desde 1975 hasta 1996. Desde 1996, el Consejo de Highland cuenta con un comité de área de Lochaber.

## Área del consejo político
La administración es una de las cinco que abarcan las áreas de gestión corporativa del Consejo de las Tierras Altas de Ross, Skye y Lochaber. Estas abarcan seis de los 22 barrios de la zona del ayuntamiento y del área de Lochaber comprende las localidades de Caol y Mallaig, eligen tres consejeros. Fort William y Ardnamurchan, eligen cuatro concejales. Cada uno de los otros barrios del área es un barrio separado.
También hay una constitución en Ross, Skye y Lochaber de la Cámara de los Comunes del Reino Unido (en el Palacio de Westminster), pero sus límites no son exactamente los del área concejal. La constitución fue creada en 2005 con límites basados en los barrios en uso durante el período 1999–2007.